# A Seara (Cartelle)
A Seara es un lugar español situado en la parroquia de Seijadas, del municipio de Cartelle, en la provincia de Orense, Galicia.

## Toponimia
A Seara proviene de la palabra latina senara; nombre asignado al campo fértil sembrado de trigo u otros cereales.

## Situación
El lugar de A Seara se ubica en el oeste de la provincia de Orense, limita al oeste con Seixadas y Sexadelas, al este con Teixugueiras, al norte con Santo Tomé (ayuntamiento de Cartelle) y Trelle (ayuntamiento de Toén) y al sur con Outumuro (ayuntamiento de Cartelle) y la zona urbana ocupa una extensión de casi 1.53km². Montes y comunales forman 2,8km².

## Historia
El lugar dependió durante muchos años del Monasterio de San Salvador de Celanova.

## Demografía
| Gráfica de evolución demográfica de A Seara entre 2000 y 2022 |
|                                                               |
| Datos según el nomenclátor publicado por el INE.              |

## Economía
La economía en el pueblo de A Seara estuvo marcada por un claro predominio del sector agrícola, ganadero e incluso servicios debido a la proliferación de diferentes negocios establecidos en el pueblo como la fábrica de madera (cuyo edificio se encuentra abandonado), molinos, granjas de pollos, conejos y visones, así como herreros, carpinteros, jornaleros, gaitero, aguardenteiro, fábricas de velas, barbero, creadores de zuecos los cuales han desaparecido completamente. También encontramos servicios educativos como dos antiguas escuelas una de principios del siglo XX y otra de mediados del siglo XX que tanto proliferaron en aquellos años, esta última da cobijo a la actual asociación A Seara Rural de A Seara.

## Equipamiento
En la actualidad A Seara cuenta con una tienda ultramarinos, una agencia funeraria, un almacén de materiales de construcción, una sucursal bancaria del banco Pastor y una asociación de vecinos (con cafetería, zona wi-fi con ordenadores, sala de lectura y otra sala de reuniones)

## Patrimonio inmaterial

### La Danza de A Seara
La danza tiene su origen en el ofrecimiento de algunos feligreses a los santos de la parroquia, para solicitar o agradecer favores recibidos. Es difícil precisar una fecha de comienzo, las únicas referencias que tenemos son dadas por Antonio Vázquez Rodríguez (1917-1993), quién comentó que fue heredada por la familia de los “Coxos” en tiempos pretéritos. Evaristo Vázquez, su padre, se la enseñó a todos aquellos que tuvieron interés en querer aprenderla y uno de esos alumnos fue su propio hijo que con el paso del tiempo se convertiría en Mestre de esta danza.
Estamos hablando de los años 30, con la llegada de la guerra, la danza estuvo muerta durante seis años, por el año 42, unos vecinos de Sande se dirigieron al Antonio para que le enseñara la danza todos los jóvenes y así poderla bailar por Santa Rita.
Tal fue el éxito que en año 43 fue bailada a lugares lindantes de Trelle y As Teixugueiras, además de A Seara, donde se bailaba en honor a San Vitoiro y San Roque.
Pero los problemas volverían; esta vez de manos de la iglesia, pues, aunque en un principio se podía realizar en la misma puerta, más adelante fue definitivamente prohibida y tendrían que esperar fuera. A la salida de la procesión, los bailarines iban detrás y se paraban en los lugares de costumbre para bailar la parte correspondiente de la pieza. Así hasta legar a la plaza donde se ejecutaba la danza completa. La orden de interpretación era arbitraria, según el “Avutarda” o el guía fuese indicando.
Fueron dos o tres años de esplendor, en que la danza gozó de apoyo y popularidad entre la población de la comarca. Así es como llegamos al año 1945, tristemente recordado por Antonio, en que, debido a la crisis de la postguerra y la emigración, la danza se dejó de bailar.
En el año 1980, Castro Floxo, por mediación de D. José Rodríguez García y de Laureano Conde Santamaría, cura párroco de Seixadas, contacta con Sr. Antonio Vázquez, comenzando así una labor de recuperación de la danza; volviéndose a bailar después de más de treinta y cinco años de olvido.

#### Componentes, vestuario y partes de la danza
La danza está encabezada por un guía llamado AVUTARDA. Es interesante señalar a este respecto que en algunas fiestas castellanas (Guadalajara) aparece una figura semejante, especie de bufón, llamado BOTARGA, reminiscencia medieval de los bufones pagados por el ayuntamiento parAlegrar determinadas fiestas.
Según las informaciones facilitadas por Antonio, el guía vestía pantalón amarillo, faja roja, corbata negra, camisa blanca y chaleco hecho de corteza de roble, adornado con tiras de colores y una cruz. Sobre el pecho llevaba dos bandas cruzadas sujetas con una escarapela. Calzaban zapatos blancos.
Además del guía, hay cinco parejas de bailarines masculinos y vestidos con pantalones rojos, camisa blanca, corbata y medias negras y faja roja. En el pecho llevan una sola banda sujetA una escarapela. Se completa el traje con un sombrero de paja adornado con cintas de colores.

#### Partes de la danza
1º.- Reverencia
2º.- Danza de palos o paloteo
3º.- Puente
4º.- Cruz
5º.- Serpentina
6º.- Cintas o trenzado
Todas estas partes eran interpretadas de forma independiente, sin que existiese una orden predeterminada, siendo el guía quién iba indicando cual era la parte que se tenía que bailar.
Los instrumentos que se utilizaban eran: gaita, bombo y tambor.

## Patrimonio material

### Capilla de San Roque
En la Praza do San Roque está ubicada la Capela do San Roque, construida en el año 1886. En su retablo veremos tallas de San Roque (patrón del pueblo), San Vitoiro y de la Virxe da Estreliña.

### O Peto das ánimas
El Peto de Ánimas se encuentra situado en uno de los puntos más álgidos del pueblo por estar situado en un cruce de caminos mirando hacia la capilla del San Roque.
El peto de ánimas está distribuido en dos cuerpos; uno inferior formado por sillares verticales, presenta una vasta cabeza labrada en el frontal, remata con cornisa en nacela, a partir de la cual se organiza el cuerpo superior, provisto de hornacina de medio punto e remate de igual modulación que la repisa, en la que figura una ilegible inscripción. Sirven de coronamiento a la arquitectura pináculos con bolas y cruz sobre pedestal.
En el interior del nicho se puede apreciar un deteriorado panel de madera, con la Virgen del Carmen e el Niño portando escapularios; en la zona inferior se representan las ánimas simétricamente dispuestas, con talla de trazos angulosos.

### Fuente
Situada al final del barrio viejo (llamado "O Canto") cuenta con una bajada de 32 escalones para acceder a la misma.

## Fiestas patronales
Las fiestas patronales de A Seara se celebran los días 16, 26, 27, 28 y 29 de agosto. Cada día se ofrenda a un santo (San Roque, San Vitoiro y Virxe da Estreliña).